# Патчер

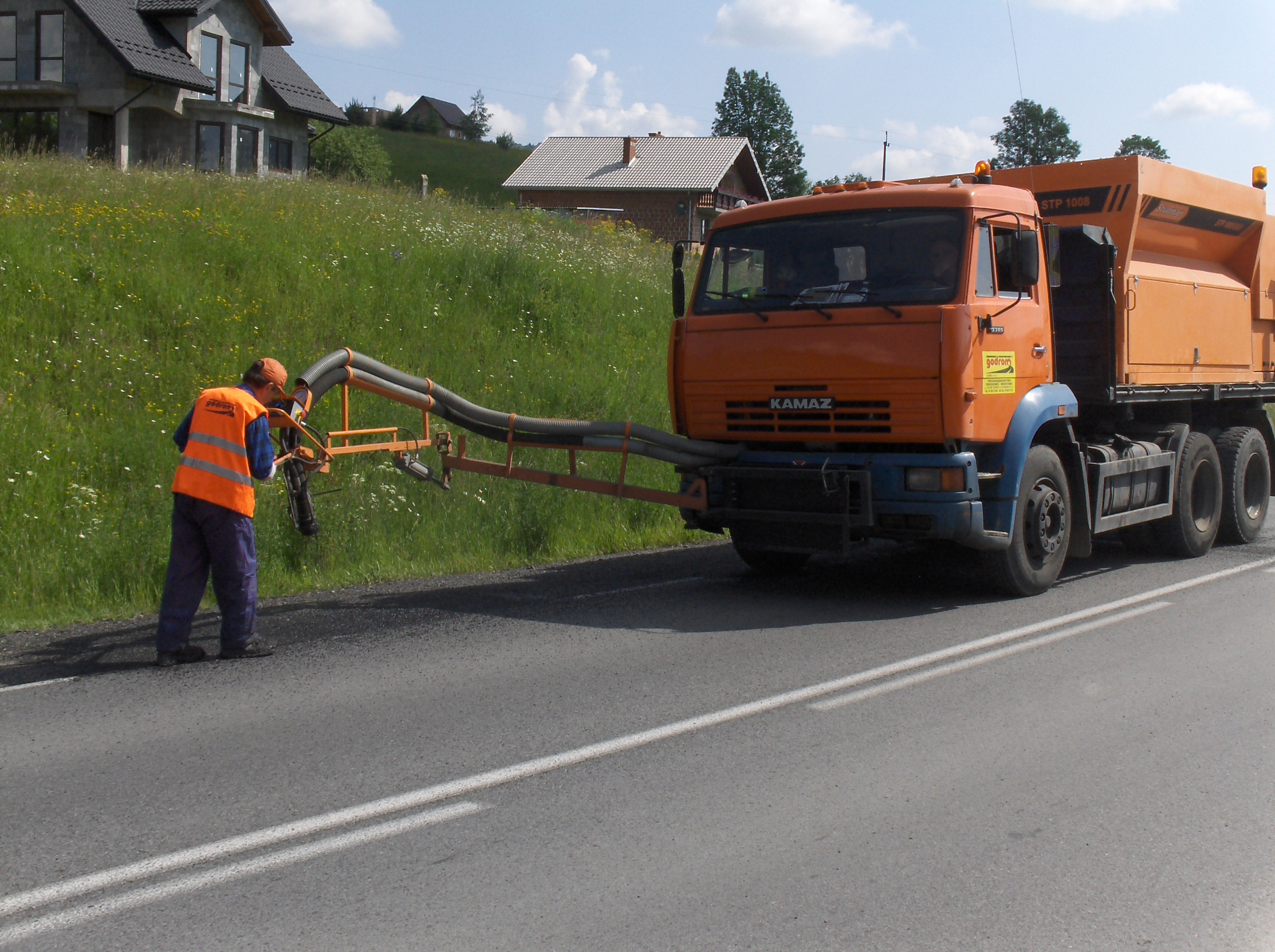

Патчер или дорожный ремонтёр — дорожно-строительное оборудование, предназначенное для ямочного ремонта дорог струйно-инъекционным методом.
Патчер не является самостоятельным оборудованием, всегда монтируется на шасси грузового автомобиля.

## Технические составляющие патчера
- двухкамерный бункер для инертных материалов
- шнековые механизмы подачи инертных материалов с гидравлическим приводом
- обогреваемая емкость с термостатом для битумной эмульсии
- собственный двигатель патчера для работы всех систем
- радиатор гидравлического масла
- компрессор
- насос подачи битумной эмульсии в рабочий рукав
- рабочий рукав для подачи сжатого воздуха, инертных материалов и битумной эмульсии к дорожной яме (может располагаться впереди или сзади патчера)
- бай-пасс клапан на рабочем рукаве
- пульт управления на рабочем рукаве

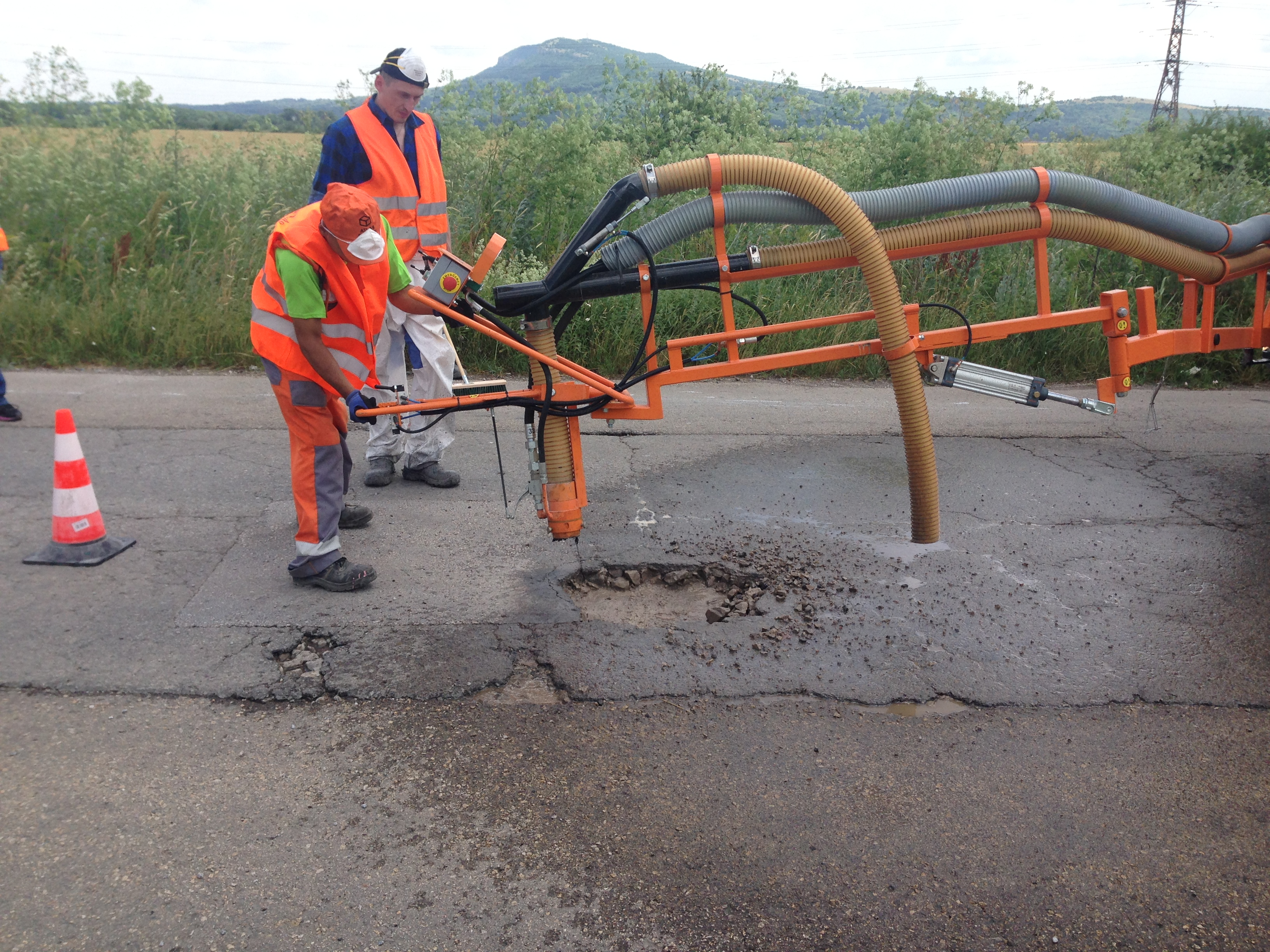

- пульт управления на патчере
- опоры патчера

## Принцип работы патчера
Патчер, установленный на шасси грузового автомобиля, перед проведением работ должен быть заправлен ремонтными материалами. В бункер патчера для инертных материалов в один отсек засыпается крупная фракция, в другой отсек — мелкая фракция. В емкость для битумной эмульсии патчера заправляется битумная эмульсия, и при помощи системы обогрева поддерживается рекомендуемый температурный режим эмульсии во избежание её распада. После того, как патчер заправлен ремонтными материалами, машина выезжает на место проведения работ. В процессе производства работ участвует два оператора: водитель машины и оператор патчера. Оператор патчера переводит рабочий рукав из транспортного положения в режим начала выполнения работ. Используя пульт управления, смонтированный на рабочем рукаве, оператор управляет рабочими функциями патчера. Далее весь процесс ремонта происходит в пять этапов:
1. Высушивание и очистка повреждения (ямы на дороге, трещины и т. д.) сжатым воздухом, подаваемым из рабочего рукава;
2. Распыление эмульсии на высушенное повреждение (подгрунтовка). Эмульсия подается из рабочего рукава патчера;
3. Заполнение повреждения однородной смесью эмульсии и инертных материалов разной фракции. Инертные материалы подаются в рабочий рукав напором сжатого воздуха;
4. Нанесение финишного тонкого защитного слоя инертных материалов на отремонтированное повреждение. Инертные материалы мелкой фракции подаются из рабочего рукава потоком сжатого воздуха;
5. Через 15 минут после окончания ремонтных работ движение на отремонтированном участке может быть открыто.